# Француз Анатолій Йосипович
Анато́лій Йо́сипович Францу́з (23 березня 1954, м. Монастириська Тернопільської області — 18 січня 2025, Київ) — український правоохоронець, юрист, державний діяч. Герой України (2002).
Голова Волинської ОДА (2002–2005), генерал-лейтенант міліції (2000), кандидат юридичних наук (2000), брат Віталія Француза.

## Політична діяльність
На виборах Президента України 2019 року був довіреною особою кандидата Євгенія Мураєва, відомого своєю проросійською позицією.

## Освіта, наукова діяльність
- Львівська спеціальна середня школа міліції МВС СРСР (1977), юрист
- Київська вища школа МВС СРСР ім. Ф. Е. Дзержинського (1978—1983), юрист-правознавець
- Академія МВС СРСР (1990)

Кандидатська дисертація «Складні адміністративні системи: організаційно-правові засади управління» (2000, Університет внутрішніх справ).

## Життєпис
1972—1974 — служба в армії.
1974—1983 — міліціонер Монастириського райвідділу внутрішніх справ, інспектор, начальник відділення карного розшуку Зборівського райвідділу УВС Тернопільського облвиконкому.
1983—1984 — викладач в Івано-Франківській спеціальній середній школі міліції.
1984—1988 — начальник 4-го відділення, заступник начальника відділу карного розшуку УВС Тернопільського облвиконкому.
1988—1991 — заступник начальника відділу управління карного розшуку, МВС УРСР
З вересня 1991 p. — начальник організаційно-методичного відділу управління карного розшуку, з травня 1992 p. — начальник управління з організації оперативно-розшукової діяльності Головного управління карного розшуку МВС України.
Листопад 1994 — травень 2000 — начальник УМВС в Івано-Франківській області
Травень 2000 — червень 2002 p. — начальник УМВС у Рівненській області
12 червня 2002 — 3 лютого 2005 — голова Волинської обласної державної адміністрації.
Почесний президент клубу любителів зимового плавання «Тонус» (з 1998).
Був головою постійної комісії Івано-Франківської облради з прав людини, законності, правопорядку (з 1998).
Почесний президент Федерації боксу України (з 1999). Член НСЖУ.
Помер 18 січня 2025 року в Києві. Обставини смерті невідомі.
20 січня 2025 року Анатолія Француза було поховано в Івано-Франківську на цвинтарі в урочищі Дем'янів Лаз.
На похорон ЗМІ допущено не було. Похорон відбувся за дотримання усіх процедур при вшануванні кавалера ордену Золота Зірка.

## Інше
- Володів польською мовою.
- Захоплювався зимовим плаванням, боксом.[5]

## Відзнаки
- Звання Герой України з врученням ордена «Золота Зірка» (15 квітня 2002) — за особисті мужність і героїзм, виявлені при затриманні міжнародної терористичної групи і звільненні заручниці[6]. Ці події лягли в основу телесеріалу «Європейський конвой», який 2003 року демонстрували на телеканалі «Інтер».[7]
- Заслужений юрист України (15 грудня 1999) — за вагомий особистий внесок у зміцнення законності і правопорядку, високий професіоналізм[8]
- Відомчі заохочувальні відзнаки МВС України — «Хрест Слави», «Закон і честь», «Почесний знак МВС України».[9]

## Творчість
Автор (співавтор, редактор, рецензент) книг:
- Гвардія міліції. Книга пам'яті: Художньо-документальний збірник (1999)
- Християнський буквар: Навчальний посібник (1999, співавтор)
- Автобукварик. Пізнавально-навчальний посібник з основ Правил дорожнього руху для дошкільнят та учнів молодших класів середніх загальноосвітніх шкіл (1998, співавтор)
- На допомогу працівникам адміністративної служби міліції: Посібник (1999, редактор)
- Організаційно-правові та медичні аспекти допомоги потерпілим у дорожньо-транспортних пригодах (1999, редактор)
- Довідник працівника Державної пожежної охорони (1999, рецензент)
- Довідник державного автомобільного інспектора: Збірник нормативних матеріалів (1999, співредактор)
- Наркоманія (1998, редактор)
- Міліція Прикарпаття (фотоальбом, 1997, редактор).